# Rodrigo Goldberg
Rodrigo Alejandro Goldberg Mierzejewski (* 9. August 1971 in Santiago) ist ein ehemaliger chilenischer Fußballspieler. Der Stürmer bestritt zwölf Länderspiele und wurde auf Vereinsebene drei Mal nationaler Meister in Chile sowie in Israel.

## Karriere

### Verein
Rodrigo Goldberg, auch Polaco genannt, begann seine Profikarriere 1989 bei Universidad de Chile in der Segunda División. In seiner Debütsaison stieg er mit La U in die Primera División auf. 1992 bis 1993 war der Offensivakteur an die Santiago Wanderers verliehen. Nach seiner Rückkehr zu La U gewann er die Meisterschaften 1994 und 1995. 1997 wechselte Goldberg nach Israel zu Maccabi Tel Aviv. Hier konnte er sich in seiner Zeit bis 2003 (mit Ausnahme einer Leihe 1998 zu Universidad Católica) einen Namen machen und gewann zwei Mal den Pokal sowie die Meisterschaft 2002/03. 2005 kehrte er nach Chile zurück und schloss sich Zweitligist Santiago Morning an, mit dem er wie in seiner Debütsaison mit La U Meister wurde und in die Primera División aufstieg. 2006 beendete Goldberg seine Profikarriere.

### Nationalmannschaft
Rodrigo Goldberg debütierte im April 1995 in der chilenischen Nationalmannschaft beim Freundschaftsspiel gegen Peru. Goldberg spielte beim Canada Cup 1995, den Chile gewinnen konnte. Neben Freundschaftsspielen kam er auch in drei Qualifikationsspielen zur Weltmeisterschaft 1998 zum Einsatz. In der WM-Qualifikation bestritt Polaco im September 1997 gegen Argentinien auch sein letztes Länderspiel. insgesamt kommt er auf zwölf Einsätze im Nationaltrikot und erzielte dabei drei Tore.

## Erfolge
Universidad de Chile
- Chilenischer Meister: 1994, 1995

Maccabi Tel Aviv
- Israelischer Pokalsieger: 2000/01, 2001/02
- Israelischer Meister: 2002/03

## Nach der Karriere
Nach seiner Karriere studierte Goldberg Ingenieurswesen an der Universidad San Sebastián. Ab 2006 war er als Fußballkommentator für verschiedene Fernsehkanäle tätig. Von 2019 bis 2021 war er gemeinsam mit seinem früheren Mannschaftskollegen Sergio Varas Sportdirektor bei Universidad de Chile.

## Sonstiges
Goldberg stammt von polnischen und deutschen Juden ab, die nach Chile emigrierten. Seine Großeltern nahmen bei Ankunft in Chile den katholischen Glauben an. Dennoch wurde er speziell in den Duellen mit dem CD Palestino immer wieder Ziel von antisemitischen Anfeindungen.